# Schiuma (Singer)
Schiuma (titolo orig. Shoym, letteralmente "feccia"), ora ritradotto come Ritorno in via Krochmalna, è un romanzo di Isaac Bashevis Singer, scritto in lingua yiddish, apparso a puntate sulla rivista Forverts nel 1967. Nel 1991, uscì in inglese, tradotto da Rosaline Dukalsky Schwartz, per i tipi di Farrar, Straus and Giroux.

## Trama
Ambientato nel 1906, quando il protagonista, Max Barabander, dopo essere entrato in crisi per la morte di un figlio adolescente (Arturo), rientra da Buenos Aires, dove era emigrato, in Polonia. Qui ritrova le case e le persone del suo quartiere natale di Varsavia molto cambiate e in declino e si fa trascinare in un vortice di lussuria.

## Edizioni italiane
- Schiuma, trad. dall'inglese di Pier Francesco Paolini, Collana La Gaja Scienza n.344, Milano, Longanesi, 1991, ISBN 88-304-1026-8; TEA Collana TEAdue n.248, Milano, TEA, 1994, ISBN 88-7818-540-X; Collana Le Fenici tascabili n.113, Milano, Guanda, 2004, ISBN 978-88-824-6735-7.
- Ritorno in via Krochmalna, traduzione di Katia Bagnoli, Collana Biblioteca n.775, Milano, Adelphi, 2025, ISBN 978-88-459-4007-1.